# Campionato italiano di calcio a 5 1984
Il primo campionato italiano di calcio a 5 si svolse tra marzo e luglio 1984. Dopo una fase interregionale a gironi eliminatori, si giocò una poule scudetto in sede unica a Roma al foro italico dal 23 luglio al 27 luglio 1984.

## Girone A
| Pos. | Squadra           | Pt |
| ---- | ----------------- | -- |
| 1.   | Roma Barilla      | 5  |
| 2.   | Roma RCB          | 5  |
| 3.   | Canottieri Aniene | 2  |
| 4.   | Tor Carbone       | 0  |

- Roma Barilla - Tor Carbone 4-1
- Roma RCB - Circolo Canottieri Aniene  5-2
- Roma Barilla - Roma RCB 3-3
- Canottieri Aniene - Tor Carbone 4-3
- Roma Barilla - Canottieri Aniene 6-3
- Roma RCB - Tor Carbone 2-1

## Girone B
| Pos. | Squadra             | Pt |
| ---- | ------------------- | -- |
| 1.   | Hobby Sport Roma    | 4  |
| 2.   | Mondo Rubber Torino | 4  |
| 3.   | Incra Cosenza       | 3  |
| 4.   | Lacco Ameno Ischia  | 1  |

- Hobby Sport Roma - Inrca Cosenza 4-6
- Mondo Rubber Torino - Lacco Ameno Ischia 8-4
- Hobby Sport Roma - Lacco Ameno Ischia 10-2
- Mondo Rubber Torino - Inrca Cosenza 7-5
- Lacco Ameno Ischia - Inrca Cosenza 5-5
- Hobby Sport Roma - Mondo Rubber Torino 5-1

## Semifinali
- Roma Barilla - Mondo Rubber Torino 6-4
- Hobby Sport Roma - Roma RCB 5-5   (7-8 DCR)

## Finale
| Roma 27 luglio 1984, ore ??:?? CET Finale, gara unica | Roma Barilla | 5 – 0 | Roma RCB | Foro italico |